# Escudo del País Vasco

Escudo del País Vasco.

El escudo del País Vasco es el emblema empleado por el Gobierno de Euskadi y consta de cuatro cuarteles. Tres representan a los tres territorios históricos de la comunidad autónoma del País Vasco (Álava, Vizcaya y Guipúzcoa en orden de lectura en el escudo). Un cuarto, pleno de gules, se mantiene en alusión al escudo de Navarra, del cual se ha retirado la figura característica de las cadenas, en atención a una sentencia del Tribunal Constitucional. Como ornamento, el escudo está acolado de dos ramas cruzadas de hojas de roble, uno de los emblemas tradicionales de Vizcaya.
El escudo del País Vasco fue adoptado tras la creación del órgano preautonómico, el Consejo General Vasco, mediante una resolución del 2 de noviembre de 1978, instituyendo el conocido como «Laurak bat», en una fecha en la que Navarra no formaba parte de dicho órgano. Tras la sentencia del Tribunal Constitucional, en 1986 se acordó la supresión del escudo de Navarra.
Posteriormente, en 1999 se adopta por decreto el Escudo Oficial del Gobierno Vasco y resto de Instituciones, normalizando su composición, dimensiones, colores (pantone) y utilización.

## Origen
En 1936, el Gobierno Vasco presidido por su primer lendakari, José Antonio Aguirre, adoptó un escudo con las armas de Álava, Guipúzcoa, Navarra y Vizcaya. En el preámbulo del Decreto de 19 de octubre de 1936, por el que se aprobaba el emblema y bandera que había de utilizar el País Vasco en su vida oficial, la Presidencia del Gobierno Vasco afirmó que el territorio de Euskadi estaba integrado por Alava, Guipúzcoa y Vizcaya, «previéndose en el Estatuto la incorporación de Navarra a este territorio», si bien el estatuto de autonomía de Euskadi no contenía ninguna disposición para tal incorporación. Así, el escudo del Gobierno de Euzkadi contenía las armas de Álava, Guipúzcoa, Vizcaya y Navarra en un solo blasón de cuatro cuarteles cercado por la corona de hojas de roble. Dicho escudo, al igual que el resto de las instituciones autonómicas, desapareció tras la victoria franquista en la Guerra Civil.

Escudo del Gobierno Autónomo del País Vasco (1936-1937).

El 2 de noviembre de 1978, el Consejo General Vasco acordó la recuperación el escudo del periodo republicano como emblema del Gobierno vasco, por lo que se adoptaron las modificaciones que este anterior había sancionado sobre el emblema del Laurak Bat y la reunión de los emblemas heráldicos históricos de cada territorio. Así, en el escudo de Guipúzcoa, por acuerdo de las Juntas Generales en 1977 a propuesta de José Antonio Ayestaran Lecuona, se reiteró la supresión de dos de sus cuarteles tradicionales como estipulaba el decreto de 1936. Este mismo acordaba suprimir el emblema histórico de los doce cañones de oro en campo de gules que fuera concedido el 28 de febrero de 1513 por la reina Juana de Castilla, en memoria de los cañones tomados por los guipuzcoanos en las victorias de Velate y Elizondo sobre las tropas de la coalición francoagramontesa, que culminaron en la conquista de Navarra por las tropas castellanas. Esta decisión se fundamentaba según el decreto "en una señal de fraternidad hacia Navarra". También resultaba suprimida el cuartel donde se representaba una figura real. En el cuartel de escudo de Vizcaya, en 1986 se mantuvo la supresión de la figura emblemática de los lobos alusivas a las armas de la familia Haro, titulares del Señorío de Vizcaya. En el cuartel del escudo de Álava no se indicaba oficialmente cambio sobre el emblema histórico, pero en las reproducciones oficiales se suprime la bordura cargada con el lema en castellano: "En aumento de la justicia contra malhechores".

### Controversia sobre el cuartel de Navarra
El uso del cuartel del escudo de Navarra, cadenas sobre fondo rojo, cuya incorporación estaba estipulada en los decretos de 1936 y 1978, desembocó en una controversia institucional cuando la Diputación Foral de Navarra solicitó sin éxito su retirada, elevando el caso al Tribunal Constitucional. En sentencia emitida en 1986 el Tribunal ordenó su retirada. Desde entonces, se evitaron las reproducciones del emblema de las cadenas pero manteniendo el cuartel en forma de un campo llano de gules, campo que curiosamente coincide según los expertos, con el emblema heráldico más antiguo conocido de los reyes de Navarra.
El Gobierno Vasco normalizó en 1991 los colores utilizados en el escudo y que en las versiones de 1936 se contemplaban con algunas alteraciones en varios de los cuarteles con respecto a los heráldicos tradicionales.

## Otras propuestas

Propuesta de Alianza Popular presentada en 1982.

En abril de 1982 el portavoz del Grupo Mixto (por Alianza Popular) del Parlamento Vasco Florencio Aróstegui Zubiaurre presentó una proposición de ley sobre el escudo de la naciente comunidad autónoma. El escudo propuesto mostraba las armas de los tres territorios históricos vascos en una solución de mantelado que mostraba los tres emblemas en tamaño similar y en un orden acorde geográficamente. Un escusón sobre el todo con las armas de Guernica era incluido para reflejar la «tradición foral» del País Vasco. El escudo se timbraba con una corona real, como figura en el escudo de España y los de algunas comunidades autónomas. 
Se definía por el siguiente blasonado:

El Escudo de la Comunidad Autónoma del País Vasco es rectangular, cuadrilongo y redondeado por su parte inferior, con una proporción de seis de alto por cinco de ancho. Mantelado en curva: 1º.- En campo de plata, un roble, de sinople (verde), arrancado y acolado de una cruz, de gules (rojo) de la cual se ven las puntas de los brazos y la cabeza. Bordura de oro, con otro aspas, de gules (rojo) (Que es de Vizcaya). 2º.- En campo de plata, sobre ondas de azur (azul) y plata, tres árboles (tejos), de sinople (verde) (Que es de Guipúzcoa). Mantel: En campo de oro, sobre peñas, al natural, un castillo, de piedra, almenado, aclarado de gules (rojo) y mazonado de sable (negro), saliendo de su puerta un brazo, armado, de plata, con una espada del mismo metal, encabada de sable (negro) en la mano y en actitud de ofensa a un león, rampante, de gules (rojo). En el cantón siniestro del jefe, una cinta, de azur (azul), con la leyenda "Iusticia", en oro (Que es de Álava). Escusón de azur (azul), con un templete de ocho columnas, de plata, resaltada de un roble, de sinople (verde). Va timbrado el Escudo de Armas de una corona real cerrada [...]
Proposición de Ley del Escudo de la Comunidad Autónoma, 1 de abril de 1982

## Eliminación de elementos históricos
En la versión del escudo del País Vasco que se oficializó en el estatuto de autonomía faltan detalles históricos que han formado parte de las armas tradicionales de estos territorios vascos. Estas eliminaciones consisten, por una parte, en elementos periféricos como soportes o borduras que en ocasiones son eliminados cuando se componen escudos combinados, mientras que por otra parte otros son elementos centrales que remiten a la historia y condecoraciones de los territorios como los lobos de Vizcaya o los doce cañones de Guipúzcoa.

### Elementos eliminados delEscudo de Álava
Elementos eliminados:
- Lema "Justicia"
- Bordura: "En aumento de la justicia contra malhechores"

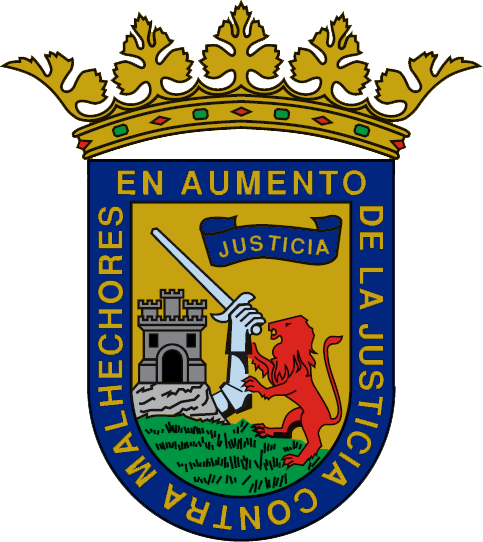
Escudo tradicional
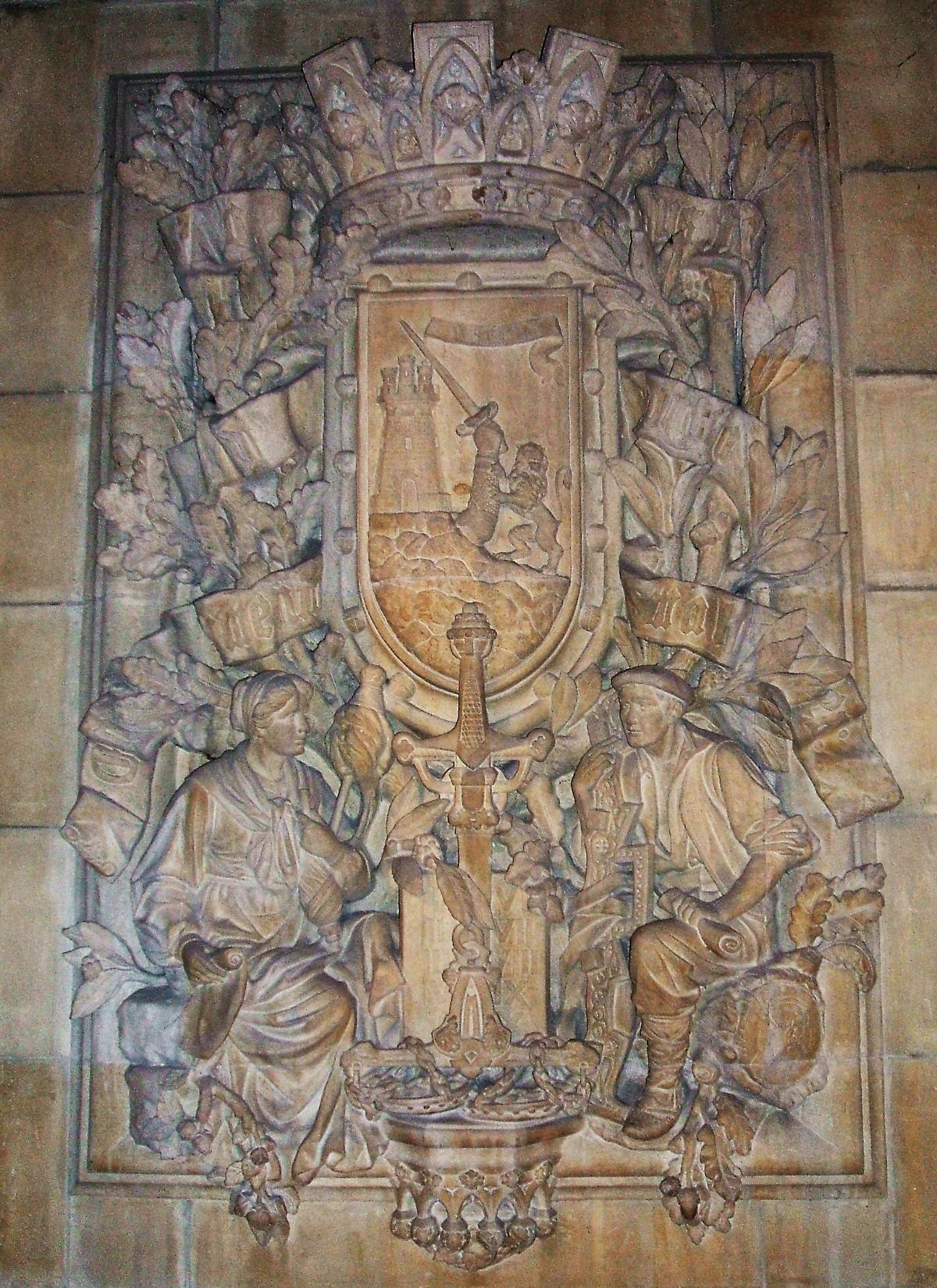
En la Catedral de Vitoria
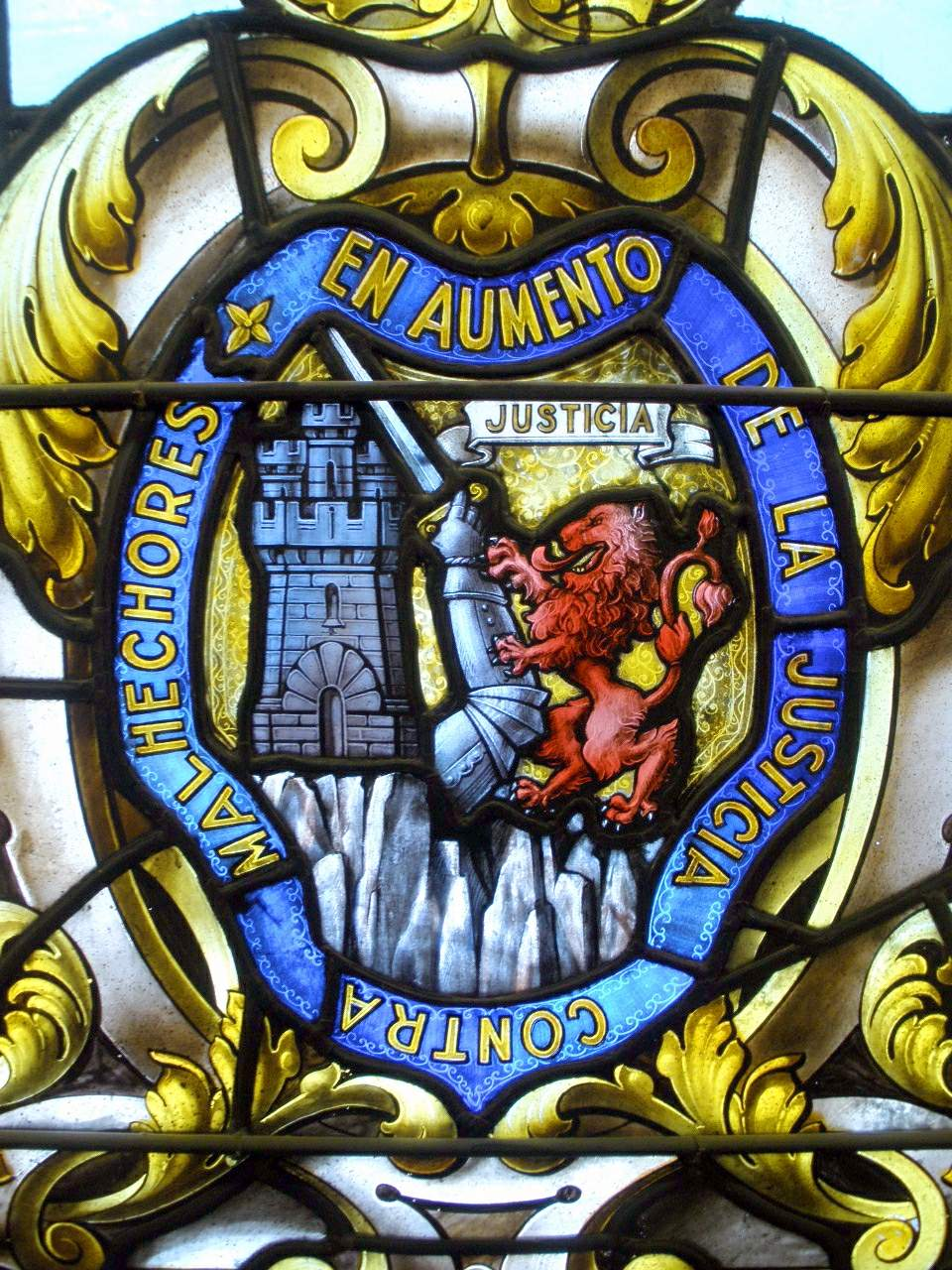
En el Museo de Bellas Artes

### Elementos eliminados delEscudo de Guipúzcoa
Elementos eliminados:
- Rey en su trono
- Doce cañones
- Soporte: Dos hombres salvajes

Escudo tradicional
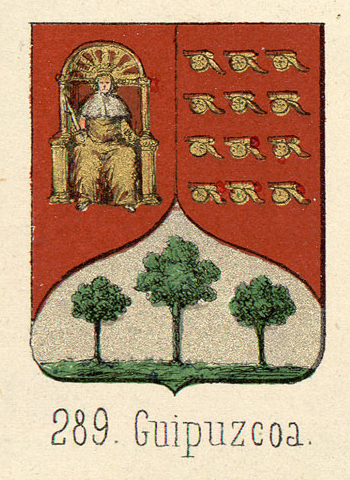
En Trofeo Heroico de Francisco Piferrer
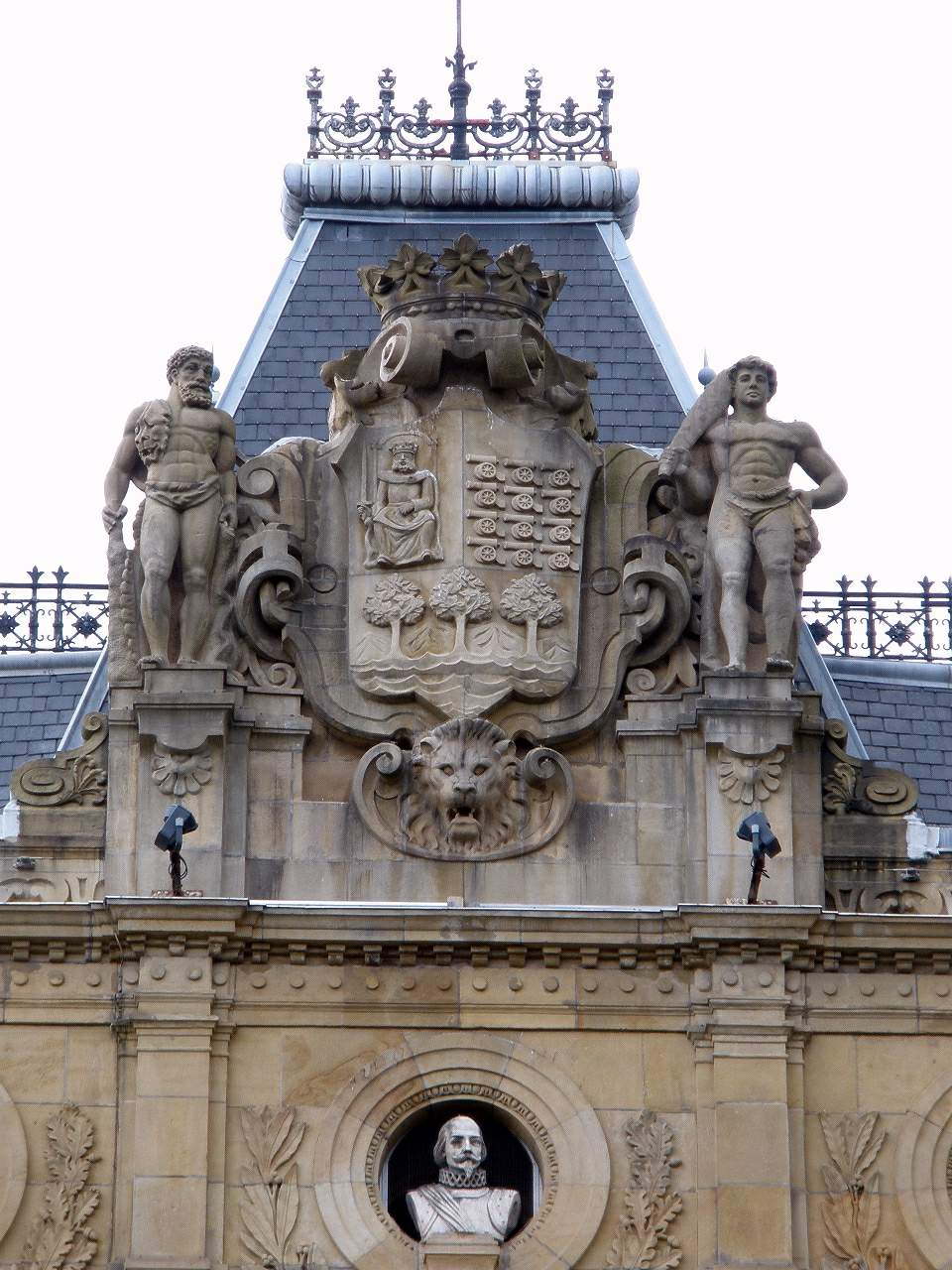
En la Diputación Foral
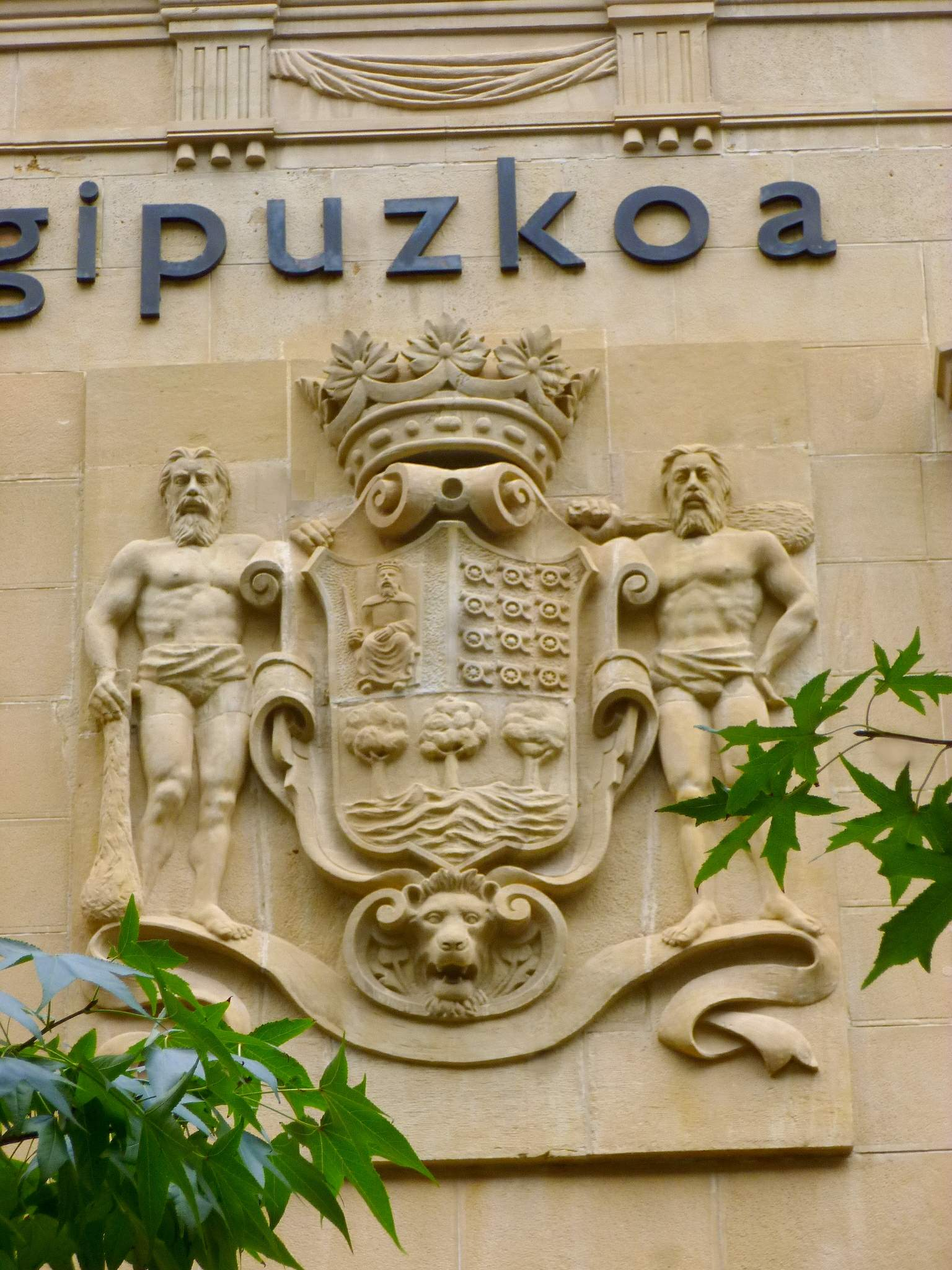
En la sede del Kutxa (Garibai, 15)

### Elementos eliminados delEscudo de Vizcaya
Elementos eliminados:
- Lobos negros
- Bordura: leones
- Soporte: león de frente

Escudo tradicional
En el escudo de Durango (México)
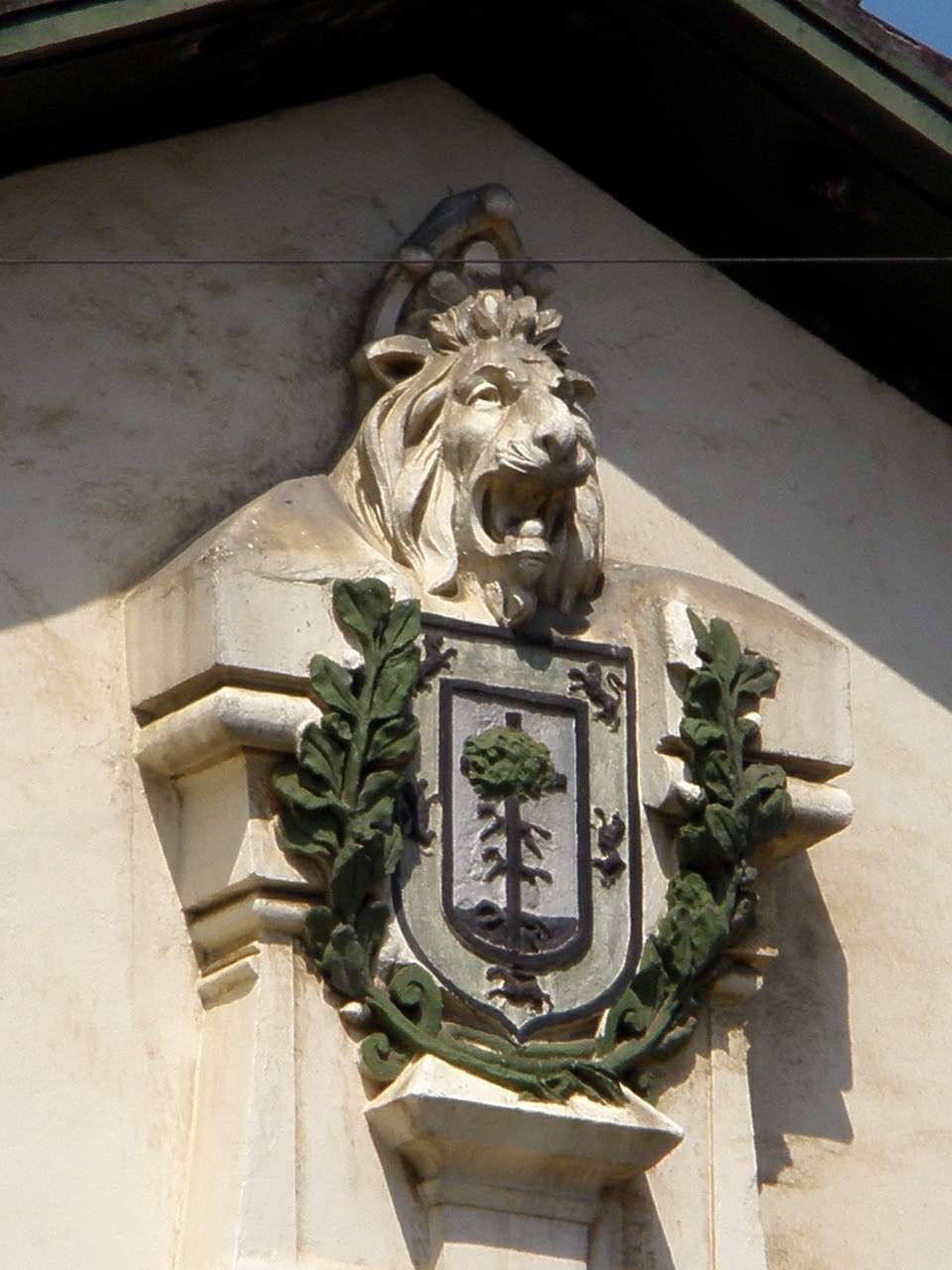
En Ortuella
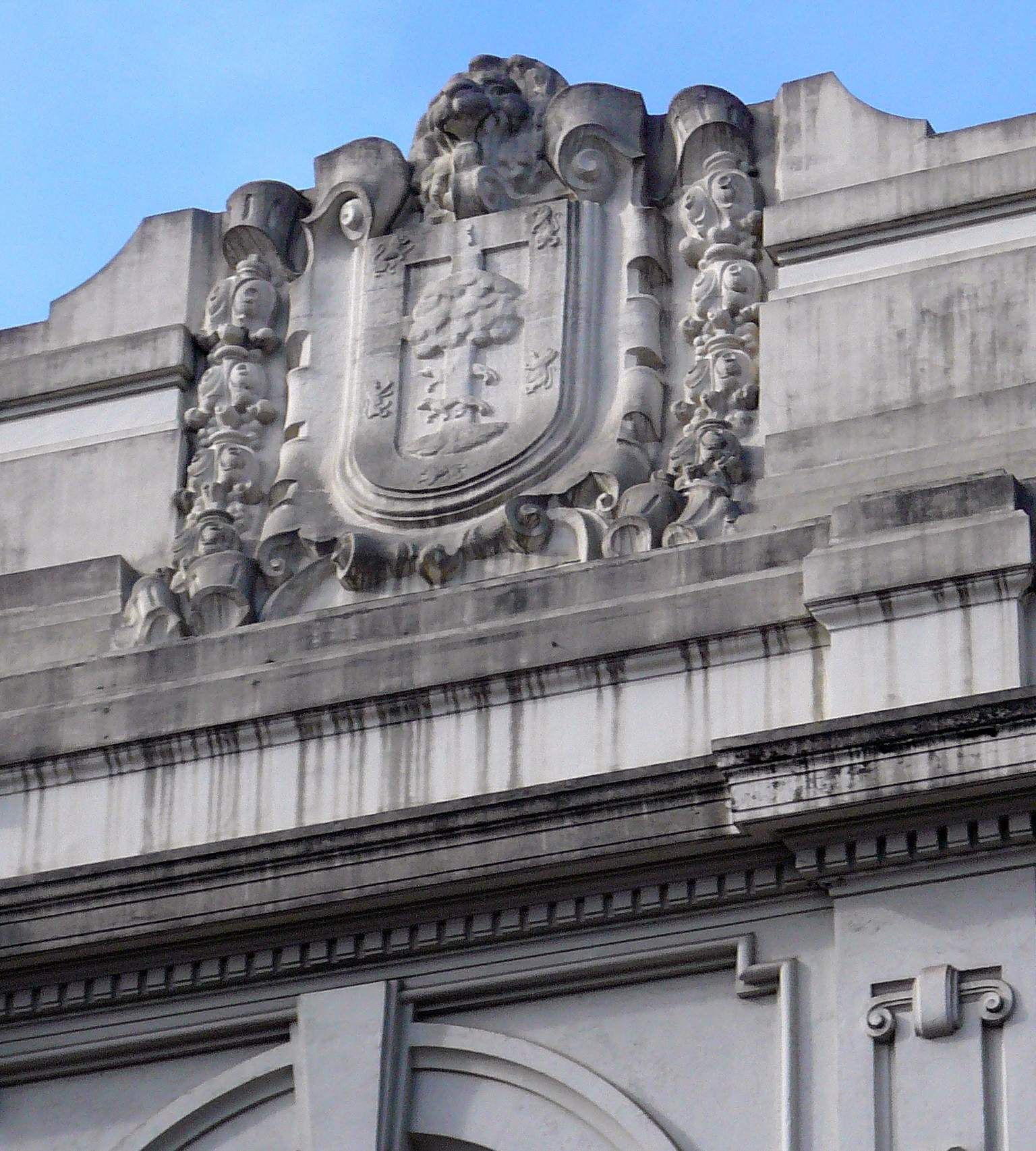
En la Biblioteca Foral

## Galería de escudos históricos

Armas de la Casa de Haro, señores de Vizcaya.
Escudo de armas de Guipúzcoa entre 1466 y 1979.
Escudo abreviado de Guipúzcoa entre 1466 y 1979.
Escudo de armas de Vizcaya entre los siglos XV y XIX.
Escudo de los Reyes de España como Señores de Vizcaya (S.XVI-S.XVII)